# Saint-Girons
Saint-Girons er en kommune i Ariège départementet i Sydvestfrankrig.
Saint-Girons er en populær start- og målby i Tour de France. Blandt andet sluttede 8. etape af Tour de France 2009 i Saint-Girons, efter rytterne havde cyklet 176 km fra Andorra la Vella.